# 오스굿짧은꼬리주머니쥐
오스굿짧은꼬리주머니쥐(Monodelphis osgoodi)는 주머니쥐과에 속하는 남아메리카 주머니쥐의 일종이다. 볼리비아와 페루에서 발견된다. 자연 서식지는 아열대 또는 열대 기후 지역의 습윤 저지대 숲과 아열대 또는 열대 건조 저지대 초원이다. 서식지 감소로 멸종 위협을 받고 있다. 학명과 통용명은 미국긴 동물학자 오스굿(Wilfred Hudson Osgood)의 이름에서 유래했다.